# ケプラー429
ケプラー429（英語: Kepler-429）またはKIC 10001893は、こと座の方角にある恒星である。

## 特徴
| 太陽 | ケプラー429 |
| ---- | ----------- |
| 太陽 | Exoplanet   |

ケプラー429は、ケプラー宇宙望遠鏡によって観測されている、19個のB型準矮星の1つである。ケプラーを使った星震学研究の枠組みによって、集中的な観測が行われている。ウィリアム・ハーシェル望遠鏡、北欧光学望遠鏡によって分光観測が行われた結果、ケプラー429の表面温度は27,500Kで非常に高温と考えられる。また、質量は太陽の0.47倍、半径は太陽の0.24倍と予想される。

## 惑星系
2014年に、ケプラー宇宙望遠鏡の観測データから3つの太陽系外惑星が発見された。
ケプラー429では、ケプラーによって星の脈動を調べるため、密に測光観測が行われている。それによって得られた光度曲線の周期解析を行った結果、B型準矮星の脈動とは考えられない程ゆっくりとした振動が、3つの異なる周期で発見された。更に分析した結果、この振動は、恒星の周りを公転運動する天体による変調としか考えられなかった。しかも、得られた周期は軌道共鳴の可能性があるものであった。
この分析から明らかになったのは、公転周期だけであり、伴天体の詳細はわかっていない。しかし、軌道傾斜角を仮定した場合に予想される半径、質量は概ね地球以下から木星級であり、惑星であると考えられている。3つの惑星は、いずれも公転周期が1日にも満たない。その為、軌道は恒星に近く、惑星表面は灼熱の世界になっているとみられる。
| 名称 （恒星に近い順） | 質量 | 軌道長半径 （天文単位） | 公転周期 (日) | 軌道離心率 | 軌道傾斜角 | 半径 |
| --------------------- | ---- | ----------------------- | ------------- | ---------- | ---------- | ---- |
| b                     | —    | —                       | 0.21970       | —          | —          | —    |
| c                     | —    | —                       | 0.32528       | —          | —          | —    |
| d                     | —    | —                       | 0.81161       | —          | —          | —    |